# 애도

근조 리본

애도(哀悼)는 남의 죽음, 심한 정신적 고통, 불운을 슬퍼하는 동정심의 표현이다.

## 개요
희생자들에게 애도를 표하는 방법은 다양하다. 이를테면 사망한 사람이 지명한 자선 단체에 돈을 기부한다든지, 조의에 관련하여 책을 내거나, 요리 등을 통해 친구와 가족의 기운을 북돋우는 일 등이 있다.

## 같이 보기
- 슬픔